# Zent (Automobilhersteller)
Zent war ein US-amerikanischer Hersteller von Automobilen.

## Unternehmensgeschichte
Schuyler W. Zent betrieb das Unternehmen als mechanische Werkstätte. Der Sitz war in Marion in Ohio. 1900 stellte er sein erstes Automobil fertig. Bis 1902 produzierte und verkaufte er vier weitere Fahrzeuge. Der Markenname lautete Zent.
1902 entwarf er ein neues Modell. Es gelang ihm nicht, selber eine Serienfertigung einzuleiten. Daraufhin wechselte er nach Evansville in Indiana. Dort fertigte die Single Center Spring Company die Fahrzeuge für ihn. 1904 kehrte er zurück nach Ohio und gründete in Bellefontaine die Zent Automobile Manufacturing Company.

## Fahrzeuge
Im Angebot stand nur ein Modell. Es hatte einen Einzylindermotor. Er trieb über eine Kette die Hinterachse an. Der Aufbau war ein Runabout.